# Béruges
Béruges – miejscowość i gmina we Francji, w regionie Nowa Akwitania, w departamencie Vienne.
Według danych na rok 1990 gminę zamieszkiwało 1050 osób, a gęstość zaludnienia wynosiła 32 osób/km² (wśród 1467 gmin regionu Poitou-Charentes Béruges plasuje się na 286. miejscu pod względem liczby ludności, natomiast pod względem powierzchni na miejscu 133.).